# Joe Dixie
Joe Dixie (* 2. September 1924 in Dresden als Hans Drechsler; † 2. August 1992 in München) war ein deutscher Jazz- und Unterhaltungsmusiker, der auch als Arrangeur, Filmkomponist und Musikproduzent gewirkt hat.

## Leben und Wirken
Dixie studierte am Konservatorium seiner Heimatstadt und gründete 1946 die Dresdner Tanzsinfoniker, die er bis zu seiner Flucht in den Westen (1950) leitete. Ab 1951 wirkte er als Pianist und Arrangeur für den RIAS und den SFB. Unter anderem leitete er das Gesangsquartett Ping-Pongs und nahm 1953 an Plattenaufnahmen von Rolf Kühn und von Macky Kasper teil. Später leitete er eigene Orchester, so ein Swingtett, das für die Ariola tätig war. Dann arbeitete er bei Teldec und bei Philips als Produzent; auch komponierte er Songs wie Dixie’s Rag, Dixie’s Boogie sowie Schlager wie Der lange Jan aus Amsterdam (Botho-Lucas-Chor), Wenn dieses Lied erklingt (Françoise Hardy) oder  Prego, Prego, Gondoliere (Mieke Telkamp). Weiterhin schrieb er Musiken für den Spielfilm Jauche und Levkojen sowie für Fernsehfilme und -Serien wie Die Karte mit dem Luchskopf und Tatort.

## Lexikalische Einträge
- Jürgen Wölfer: Jazz in Deutschland. Das Lexikon. Alle Musiker und Plattenfirmen von 1920 bis heute. Hannibal, Höfen 2008, ISBN 978-3-85445-274-4.